# زبان سرر
زبان سرر (به سرر: Seereer سࣹيرࣹيرْ‎) یکی از زبان‌های بومی مردم سنگال و گامبیا است که متعلق به شعبه اقیانوس اطلس از خانوادهٔ زبان‌های نیجر-کنگو می‌باشد.

## نوشتار
امروزه پرکاربردترین الفبا برای نوشتن زبان سرر، الفبای لاتین می‌باشد. این الفبا با صدور حکم‌های حکومتی از سوی حکومت سنگال، آخرین آنها مورخ سال ۲۰۰۵ میلادی، استانداردسازی شده است.
الفبای لاتین، که با استعمار فرانسه، و گسترش مدارس سکولار-دولتی، در سنگال ترویج یافت، امروزه الفبای اصلی زبان سررمی‌باشد. اما با عین حال، الفبای عجمی (عربی) سرر نیز در میان مردم، مخصوصا برای تاکید بر فرهنگی اسلامی مردم سرر، رواج دارد. این الفبا امروزه در مدارس اسلامی تدریس می‌شود.
الفبای عجمی (عربی) سرر، از قرن ۱۷ به این سو، اولین الفبای زبان سرر به شمار می‌آمد، که به گسترش بازرگانی با ممالک عرب و مسلمان شمال آفریقا، و گسرتش دین اسلام، برای نوشتار زبان سرر به‌کار گرفته شد. سابقا این الفبا استاندارد نبوده و هر نویسنده، استاد، یا مدرسه، رسم الخط خاص خویش را داشته است. اما در دهه‌های ۱۹۷۰ و ۱۹۸۰ میلادی، بر اهمیت استانداردسازی رسم الخط در سنگال تاکید شد. در همین دوران بود که پروسهٔ استانداردسازی الفبای لاتین نیز آغاز شد. در سال ۱۹۹۰ میلادی، «ریاست ترویج زبان‌های ملی» (فرانسوی: Directíon de la Promotion des Langues Nationales‎)، که پروژه‌ای توسط وزارت آموزش سنگال بود، الفبای عربی استانداردسازی شده را معرفی کرد. این الفبای استانداردسازی شده، برای نوشتن تمامی زبان‌های ملی سنگال، منجمله سرر، ولوف،‌ پولار، سونینکه، مندیکا, دیولا, و بلنت می‌باشد.
نام خط عربی زبان سرر «الفبای عجمی سرر» (به سرر: ajami seereer، اَجَمِ سࣹيرࣹيرْ) می‌باشد. «خط عجمی» به اصطلاح به الفباها و دستورالخطهای مشتق از عربی گفته می‌شود که در آفریقا برای نوشتن زبانهای آفریقایی، یا به عبارتی دیگر «زبانهای عجمی» به کار برده می‌شد. الفباهای عربی زبانهایی چون هوسه، فولانی، و غیره. از نقاط مشترک این خطوط، اتکاء‌ اجباری به حرکت‌گذاری بر روی تمامی حروف می‌باشد.

### الفبای لاتین سرر
|      | الفبای لاتین سرر |   |   |   |   |   |   |       |   |   |   |       |   |    |   |   |   |   |   |   |       |   |   |   |    |   |   |   |       |   |   |   |    |    |
| بزرگ | A                | B | Ɓ | C | Ƈ | D | Ɗ | E     | F | G | H | I     | J | Jʼ | K | L | M | N | Ñ | Ŋ | O     | P | Ƥ | Q | R  | S | T | Ƭ | U     | W | X | Y | Ƴ  | ʼ  |
| کوچک | a                | b | ɓ | c | ƈ | d | ɗ | e     | f | g | h | i     | j | ʃ  | k | l | m | n | ñ | ŋ | o     | p | ƥ | q | r  | s | t | ƭ | u     | w | x | y | ƴ  | ʼ  |
|      | معادل عربی       |   |   |   |   |   |   |       |   |   |   |       |   |    |   |   |   |   |   |   |       |   |   |   |    |   |   |   |       |   |   |   |    |    |
|      | ‌ اَ / ◌َ‎           | ب | ࢠ‎ | ݖ‎ | ࢢ‎ | د | ط‎ | اࣹ / ◌ࣹ‎ | ف | گ | ه | اِ / ◌ِ | ج | ݖ  | ‌ک | ل | م | ن | ݧ | ݝ‌ | اࣷ / ◌ࣷ‎ | ݒ | ݕ | ق | ‌ ر | س | ت | ࢣ | اُ / ◌ُ‎ | و | خ | ‌ي | ڃ  | ‌ ع |
|      | آوانگاری         |   |   |   |   |   |   |       |   |   |   |       |   |    |   |   |   |   |   |   |       |   |   |   |    |   |   |   |       |   |   |   |    |    |
|      | a                | b | ɓ | c | ʄ̊ | d | ɗ | e     | f | ɡ | h | i     | ɟ | ʄ  | k | l | m | n | ɲ | ŋ | o     | p | ɓ̥ | q | r  | s | t | ɗ̥ | u     | w | x | j | ˀj | ʔ  |

### الفبای عجمی سرر
در الفبای عجمی سرر، ۲۹ حرف وجود دارد. این شمارش شامل حروف زبان عربی که در نوشتن واژگان سرر کاربردی ندارند (مانند«ث، ص») نمی‌باشد.
| نام      | اشکال | اشکال | اشکال | اشکال  | آوانگاری | معادل لاتین | مثال         | مثال             | نکته |
| نام      | تنها  | آغازی | میانی | پایانی | آوانگاری | معادل لاتین | عجمی سرر     | لاتین            | نکته |
| -------- | ----- | ----- | ----- | ------ | -------- | ----------- | ------------ | ---------------- | --- |
| alif اَلِف‎ | ا‎     | ا‎     | ـا‎    | ـا‎     | /a/      | - / a       | اُوݒْ‎ اَرَابْ‎     | oop araab        | - حرف «الف» دو نقش را ایفا می‌کند. نقش اول، به عنوان حامل حرکت واکه در واژگانی که با واکه شروع می‌شوند، و نقش دوم به عنوان نشان دهندهٔ واکهٔ کشیدهٔ «aa». |
| beh بࣹهْ‎   | ب‎     | بـ‎    | ـبـ‎   | ـب‎     | [b]      | b           | بَنَانَ‎         | banaana          | |
| peh ݒࣹهْ‎   | ݒ‎     | ݒـ‎    | ـݒـ‎   | ـݒ‎     | [p]      | p           | فَاݒْ‎          | faap             | - حرف در الفبای عربی وجود ندارد. معادل آن در فارسی «پ» می‌باشد. - یونی‌کد U+0752                                                                       |
| ɓeh ࢠࣹهْ‎   | ࢠ‎     | ࢠـ‎    | ـࢠـ‎   | ـࢠ‎     | [ɓ]      | ɓ           | ࢠَلِگْ‎          | ɓalig            | - حرف در الفبای عربی وجود ندارد. معادل فارسی نیز ندارد. - یونی‌کد U+08A0                                                                              |
| teh تࣹهْ‎   | ت‎     | تـ‎    | ـتـ‎   | ـت‎     | [t]      | t           | ݧࣷوتْ‎          | ñoot             | |
| ceh ݖࣹهْ‎   | ݖ‎     | ݖـ‎    | ـݖـ‎   | ـݖ‎     | [c]      | c / ʃ       | ݖَاݖِ‎          | caaci            | - حرف در الفبای عربی وجود ندارد. معادل آن در فارسی «چ» می‌باشد. - یونی‌کد U+0756                                                                       |
| jeem جࣹيمْ‎ | ج‎     | جـ‎    | ـجـ‎   | ـج‎     | [dʒ]     | j           | جُعࣷوخْ‎         | juoox            | |
| ƴeh ڃࣹهْ‎   | ڃ‎     | ڃـ‎    | ـڃـ‎   | ـڃ‎     | [ˀj]     | ƴ           | ڃࣹیوْ‎          | ƴeew             | - حرف در الفبای عربی وجود ندارد. معادل فارسی نیز ندارد. - یونی‌کد U+0683                                                                              |
| ƈeh ࢢࣹهْ‎   | ࢢ‎     | ࢢـ‎    | ـࢢـ‎   | ـࢢ‎     | [ʄ]      | ƈ           | ࢢَارْ‎          | ƈaar             | - حرف در الفبای عربی وجود ندارد. معادل فارسی نیز ندارد. - یونی‌کد U+08A2                                                                              |
| xah خَهْ‎   | خ‎     | خـ‎    | ـخـ‎   | ـخ‎     | [x]      | x           | خَارِيتْ‎        | xaariit          | |
| dal دَلْ‎   | د‎     | د‎     | ـد‎    | ـد‎     | [d]      | d           | دࣷونَا‎         | doonaa           | |
| reh رࣹهْ‎   | ر‎     | ر‎     | ـر‎    | ـر‎     | [r]      | r           | رِيتِ‎          | riiti            | |
| seen سࣹينْ‎ | س‎     | سـ‎    | ـسـ‎   | ـس‎     | [s]      | s           | سُݒِتْ‎          | supit            | |
| ɗaah طَاهْ‎ | ط‎     | طـ‎    | ـطـ‎   | ـط‎     | [ɗ]      | ɗ           | طِيسْ‎          | ɗiis             | |
| ƭaah ࢣَاهْ‎ | ࢣ‎     | ࢣـ‎    | ـࢣـ‎   | ـࢣ‎     | [ɗ̥]      | ƭ           | وَاࢣْ‎          | waaƭ             | - حرف در الفبای عربی وجود ندارد. معادل فارسی نیز ندارد. - یونی‌کد U+08A3                                                                              |
| ayn عَيْنْ‎  | ع‎     | عـ‎    | ـعـ‎   | ـع‎     | -        | -           | اِسْرَعࣹلْ‎        | Israel           | ‌ - برای نوشتن واکه‌های پشت سر هم و یا هجاهایی که با واکه شروع می‌شود، در میان واژه، کاربرد دارد.                                                       |
| ŋoon ݝࣷونْ‎ | ݝ‎     | ݝـ‎    | ـݝـ‎   | ـݝ‎     | [ŋ]      | ŋ           | ݝَتْ‎           | ŋat              | - حرف در الفبای عربی وجود ندارد. معادل آن در فارسی «نگ» می‌باشد. - یونی‌کد U+075D                                                                      |
| feh فࣹهْ‎   | ف‎     | فـ‎    | ـفـ‎   | ـف‎     | [ɸ]      | f           | فࣷوفِ‎          | foofi            | |
| qaf قَفْ‎   | ق‎     | قـ‎    | ـقـ‎   | ـق‎     | [q]      | q           | اَ قࣷوقْ اَلࣹ‎     | a qooq ale       | |
| kaf کَفْ‎   | ک‎     | کـ‎    | ـکـ‎   | ـک‎     | [k]      | k           | اَکࣷيْ‎          | akoy             | |
| geh گࣹهْ‎   | گ‎     | گـ‎    | ـگـ‎   | ـگ‎     | [g]      | g           | جࣷگࣷݧْ‎          | jogoñ            | - حرف در الفبای عربی وجود ندارد. معادل آن در فارسی «گ» می‌باشد.                                                                                       |
| lam لَمْ‎   | ل‎     | لـ‎    | ـلـ‎   | ـل‎     | [l]      | l           | لَکَسْ‎          | lakas            | |
| meem مࣹيمْ‎ | م‎     | مـ‎    | ـمـ‎   | ـم‎     | [m]      | m           | مُکَندࣷونگّ‎ مبَاخْ‎ | mukandoong mbaax | - دو کاربرد دارد. یا به عنوان هم‌خوان مستقل، یا به عنوان حرف اول دونگاره‌ی هم‌خوان‌های پیش دماغی (مثل «مبـ»)                                             |
| noon نࣷونْ‎ | ن‎     | نـ‎    | ـنـ‎   | ـن‎     | [n]      | n           | نࣷمْتُ‎ نجُعَخْ‎     | nomtu nju'ax     | - دو کاربرد دارد. یا به عنوان هم‌خوان مستقل، یا به عنوان حرف اول دونگاره‌ی هم‌خوان‌های پیش دماغی (مثل «نجـ»)                                             |
| noon ݧࣷونْ‎ | ݧ‎     | ݧـ‎    | ـݧـ‎   | ـݧ‎     | [ɲ]      | ñ           | رࣵݧِّ‎           | ràññi            | - حرف در الفبای عربی وجود ندارد. معادل آن در فارسی «نگ» می‌باشد. - یونی‌کد U+0767                                                                      |
| waw وَوْ‎   | و‎     | و‎     | ـو‎    | ـو‎     | [w]      | w           | وَتْ‎ ݒِندࣷوࢣْ‎     | wat pindooƭ      | - حرف «و» دو نقش را ایفا می‌کند. نقش اول به عنوان همخوان با صدای [w] می‌باشد. نقش دوم در نشان دادن واکه‌های کشیدهٔ «oo» و یا «uu» می‌باشد.                |
| heh هࣹهْ‎   | ه‎     | هـ‎    | ـهـ‎   | ـه‎     | [h]      | h           | اَبْرَهَمْ‎        | abraham          | |
| yeh يࣹهْ‎   | ي‎     | يـ‎    | ـيـ‎   | ـي‎     | [j]      | y           | يِݒُ‎ رِيتِ‎       | yipu riiti       | - حرف «ي» دو نقش را ایفا می‌کند. نقش اول به عنوان همخوان با صدای [j] می‌باشد. نقش دوم در نشان دادن واکه‌های کشیدهٔ «ee» و یا «ii» می‌باشد.                |

در الفبای عجمی سرر همخوان‌های پیش‌دماغی به صورت دونگاره نوشته می‌شوند. حرف اول دونگاره «م» یا «ن» در ترکیب با حرف همخوان دیگری می‌باشد. حرف «م» در ترکیب با حرف «ب»، و حرف «ن» در ترکیب با حروف هم‌خوان «د»، «ج»، «ق» و «گ» می‌آیند.
حرف اول دونگاره‌های پیش‌دماغی، یعنی «م» و «ن» از جمله شرایط خاص می‌باشند که روی آن‌ها نباید حرکتی، حتی علامت سکون «◌ْ» گذاشته شود. حرف دوم دونگاره‌های پیش‌دماغی در ولوف هیچ وقت علامت سکون «◌ْ» نمی‌پذیرند. اگر این دو‌نگاره‌ها در آخر واژه و بدون صدای واکه ‌باشند، با علامت تشدید «◌ّ» نوشته می‌‌شوند.
برخی نویسندگان سرر زبان، دونگاره‌های پیش‌دماغی را به عنوان حرف مستقل الفبا می‌شمارند.
| اشکال | اشکال | اشکال | اشکال  | آوانگاری | معادل لاتین | نمونه    | نمونه   | نکات                                                                 |
| تنها  | آغازی | میانی | پایانی | آوانگاری | معادل لاتین | عجمی سرر | لاتین   | نکات                                                                 |
| ----- | ----- | ----- | ------ | -------- | ----------- | -------- | ------- | -------------------------------------------------------------------- |
| مب‎    | مبـ‎   | ـمبـ‎  | ـمبّ‎    | [ᵐb]     | mb          | مبُودْ‎     | mbuud   |                                                                      |
| ند‎    | ند‎    | ـند‎   | ـندّ‎    | [ⁿd]     | nd          | ندَبِدْ‎     | ndabid  |                                                                      |
| نج‎    | نجـ‎   | ـنجـ‎  | ـنجّ‎    | [ᶮɟ]     | nj          | نجࣹکْ‎      | njek    |                                                                      |
| نق‎    | نقـ‎   | ـنقـ‎  | ـنقّ‎    | [ⁿq]     | nq          | نقࣹيخْ‎     | nqeex   |                                                                      |
| نگ‎    | نگـ‎   | ـنگـ‎  | ـنگّ‎    | [ᵑɡ]     | ng          | نگُلࣷوکْ‎    | ngulook | - توجه شود که با حرف ݝ‎، که معادل فارسی آن نیز «نگ» می‌باشد، فرق دارد. |

مانند عربی و فارسی، الفبای از نوع به اصطلاح «ابجد» می‌باشد، به این معنی که حروف فقط نشان‌دهندهٔ هم‌خوان‌ها هستند. واکه‌ها با حرکت رو یا زیر حروف نشان داده می‌شوند. در الفبای عجمی سرر نوشتن تمامی حرکات منجمله حرکت سکون «◌ْ» و تشدید «◌ّ» اجباری می‌باشد.
در زبان عربی سه صدای واکه‌ای وجود دارد و به همین دلیل، سه حرکت واکه نیز وجود دارد. (در عربی «ا»، «و»، و «ي» نشان‌دهندهٔ کشیده‌دار بودن واکه‌های سه‌گانه می‌باشد.) اما در سرر، ۵ صدای واکه‌ای و به همین دلیل، ۲ حرکت واکه‌ای نوین علاوه بر سه حرکت گرفته شده از عربی وجود دارد.
در سرر، واکه‌ها می‌توانند کوتاه باشند یا کشیده. واکه‌های کوتاه تنها با حرکت‌گذاری نشان داده می‌شوند. اما واکه‌های کشیده، مانند عربی با «الف»،‌‌ «و»، یا «ي» نشان داده می‌شوند. اما بر خلاف عربی، به دلیل این‌که در سرر ۵ واکه وجود دارد، حرکت‌گذاری پیش از یکی از این سه حرف، هنوز اجباری می‌باشد. همین‌طور، در مواردی که حروف «و» و «ي» برای نشان دادن واکهٔ کشیده به کار می‌روند، بر روی آن‌ها هیچ حرکتی گذاشته نمی‌شود. همین مورد است که واکهٔ کشیده را از واکهٔ کوتاه و همین‌طور از هم‌خوان‌های [w] یا [j] متمیز می‌کند. 
- برای واکهٔ [a]، از «الف» برای نشان دادن واکه‌ٔ کشیدهٔ [aa] استفاده می‌شود.
- برای واکه‌های [e] و [i]، از «ي» برای نشان دادن واکه‌های کشیدهٔ [ee] و [ii] استفاده می‌شود.
- برای واکه‌های [o] و [u]، از «و» برای نشان دادن واکه‌های کشیدهٔ [oo] و [uu] استفاده می‌شود.

واکه‌ها در صورتی که در ابتدای واژه باشند، با «الف» نوشته می‌شوند. همین اصل برای واژه‌هایی که با واکهٔ کشیده شروع می‌شوند نیز صدق می‌کنند. واکه‌های کشیده در ابتدای واژه با الف به عنوان حامل حرکت شروع می‌شوند، و پس از «الف»، بسته به نوع واکه، یا «و» و یا «ي» می‌آیند. تنها استثناء واژگانیست که با [Aa] شروع می‌شوند. در این صورت، از «آ» استفاده می‌شود. نوشتن آن به صورت «اَا» غلط است.
| سکون | کوتاه | کوتاه | کوتاه | کوتاه | کوتاه | کشیده | کشیده    | کشیده | کشیده    | کشیده |
| سکون | -a    | -i    | -u    | -e    | -o    | -aa   | -ii      | -uu   | -ee      | -oo   |
| ---- | ----- | ----- | ----- | ----- | ----- | ----- | -------- | ----- | -------- | ----- |
| ◌ْ‎    | ◌َ‎     | ◌ِ‎     | ◌ُ‎     | ◌ࣹ‎     | ◌ࣷ‎     | ◌َا‎    | ◌ِيـ / ◌ِي‎ | ◌ُو‎    | ◌ࣹيـ / ◌ࣹي‎ | ◌ࣷو‎    |

| کوتاه | کوتاه | کوتاه | کوتاه | کوتاه | کشیده | کشیده    | کشیده | کشیده    | کشیده |
| A     | I     | U     | E     | O     | Aa    | Ii       | Uu    | Ee       | Oo    |
| ----- | ----- | ----- | ----- | ----- | ----- | -------- | ----- | -------- | ----- |
| اَ‎     | اِ‎     | اُ‎     | اࣹ‎     | اࣷ‎     | آ‎     | اِيـ / اِي‎ | اُو‎    | اࣹيـ / اࣹي‎ | اࣷو‎    |

## نمونه متن
ماده ۱ اعلامیه جهانی حقوق بشر
| خط لاتین سرر | خط عجمی سرر | ترجمه فارسی |
| Ween we naa ñoowaa na ’adna, den fot mbogow no ke war na ’oxu refna na den ’a jega ’o ngalaat ’umti yiif ’um, le mbarin o meƭtowtaa baa mbaag ’o ñoow den fot no fog. | وࣹينْ وࣹ ݧُووَا نَ اَدْنَ، دࣹنْ فࣷتْ مبࣷگࣷوْ نࣷ کࣹ وُر نَ اࣷخُ رࣹفْنَ نَ دࣹنْ اَ جࣹگَ اࣷ نگَلَاتْ اُمْتِ يِيفْ اُمْ، لࣹ مبَرِنْ اࣷ مࣹࢣࣷوْتَا بَا مبَاگْ اࣷ ݧࣷووْ دࣹنْ فࣷتْ نࣷ فࣷگْ.‎ | همه انسان‌ها آزاد به دنیا می‌آیند و از نظر حیثیت و حقوق برابر هستند. آنها دارای عقل و وجدان هستند و باید نسبت به یکدیگر با روحیه برادری رفتار کنند. |